# Malý Rakovec
Malý Rakovec, ukrajinsky Малий Раковець, rusínsky Малый Раковиць, maďarsky Kisrákóc, je obec v bilkyvské vesnické komunitě, v okrese Chust, v Zakarpatské oblasti Ukrajiny. V roce 2001 zde žilo 3086 obyvatel.

## Místní části
- Plytjanka, ukrajinsky Плитянка

## Historie
Před uzavřením Trianonské smlouvy byla obec součástí Uherska. Poté byla součástí první československé republiky. Od roku 1945 byla obec součástí Ukrajinské sovětské socialistické republiky, která byla součástí SSSR, a nakonec od roku 1991 je součástí samostatné Ukrajiny.